# ヘンリー (グロスター公)
グロスター公爵ヘンリー王子（英語: Prince Henry, Duke of Gloucester, KG, KT, KP, GCB, GCMG, KCVO, PC 洗礼名: ヘンリー・ウィリアム・フレデリック・アルバート; Henry William Frederick Albert、1900年3月31日 - 1974年6月10日）は、イギリスの王族、軍人。グロスター公爵、アルスター伯爵、カローデン男爵。第11代オーストラリア総督（在任：1945年 - 1947年）。

## 生涯
当時ヨーク公だったジョージ王子（後のジョージ5世）と妃メアリーの三男として、1900年にノーフォークのサンドリンガムで誕生した。兄にエドワード8世、ジョージ6世、姉にハーウッド伯爵夫人メアリー、弟にケント公ジョージらがいる。
同年5月17日にウィンザー城のプライベートチャペルで、ウィンチェスター大主教であるランドル・デイヴィッドソンによって洗礼を施され、ヴィクトリア女王、ドイツ皇帝ヴィルヘルム2世、ベアトリス王女、ハノーファー王太子妃テューラ、ノルウェー王妃モード、ギリシャ王子ゲオルギオス、アスローン伯アレグザンダー・ケンブリッジ、ロバーツ伯フレデリック・ロバーツらが代父母となった。
1913年からイートン校で学び、卒業後の1919年には他の兄弟とは対照的にサンドハースト王立陸軍士官学校に入学、陸軍軍人となり、1937年の退役まで第10軽騎兵連隊の将校を務めた。第二次世界大戦が始まると軍に復帰し、首席連絡将校を務めた。1955年には陸軍元帥、1958年には空軍元帥に任ぜられた。
1928年にグロスター公に叙され、1930年にはエチオピア皇帝ハイレ・セラシエの戴冠式に出席するため、アディスアベバに赴いた。
1929年には日本を訪れ、5月5日に靖国神社に参拝したほか、明治神宮や陸軍習志野演習場、京都、神戸などを訪問している。
1936年、長兄エドワード8世の予期せぬ退位で王位についた次兄ジョージ6世は、もし自分に不測の事態が起こり死ぬようなことがあり、まだ年端もいかないエリザベス王女が即位するような事態となったら、摂政として補佐してほしいとヘンリーに頼み、イギリスを離れないように要求していた。

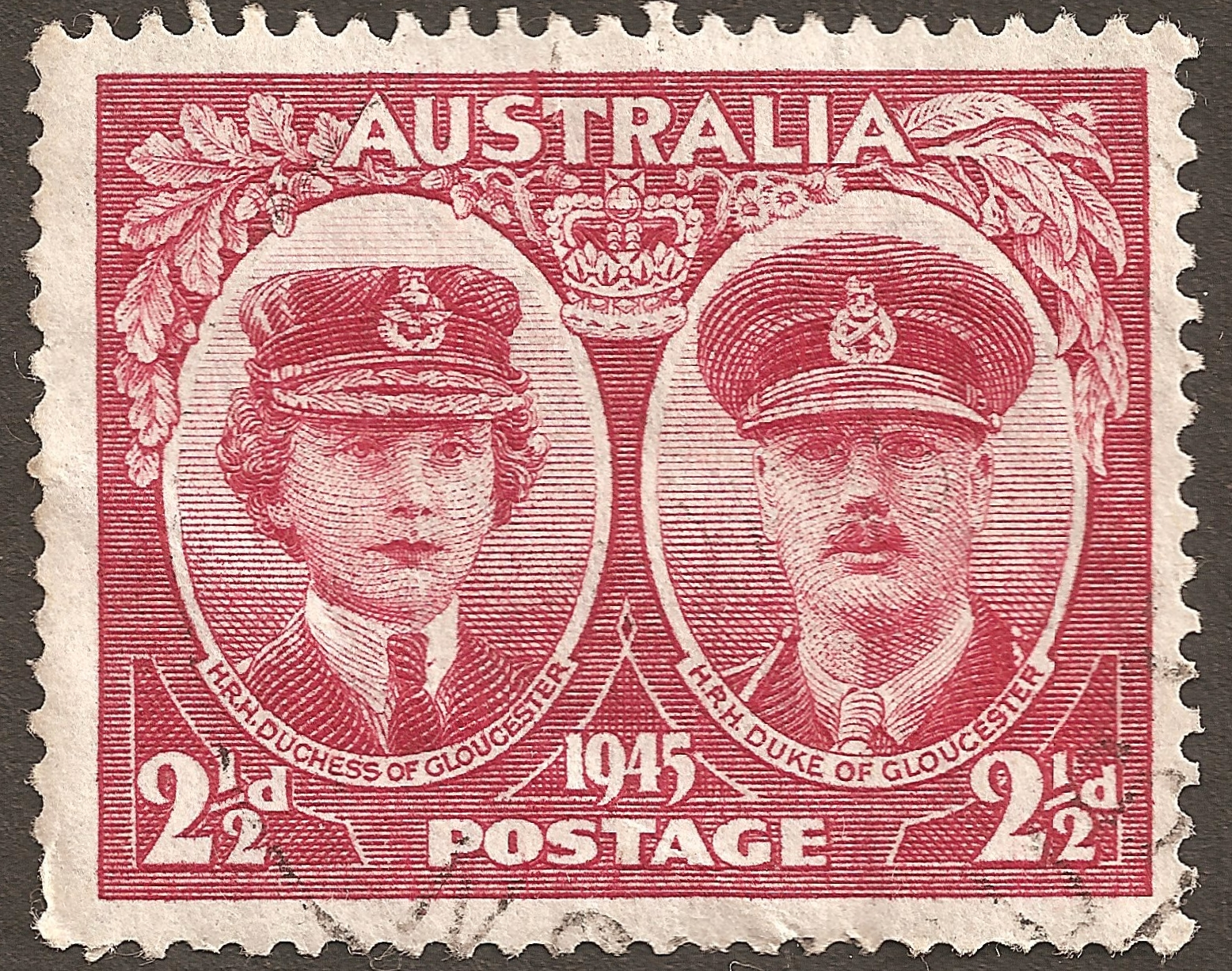
オーストラリア総督時代のグロスター公爵夫妻の記念切手（1945年）

1944年、オーストラリア労働党政権の首相ジョン・カーティンと懇意にしていたため、オーストラリア総督就任を依頼された。カーティン自身はかねてより総督職にはオーストラリア人を任じるべきと唱えていたものの、第二次世界大戦中だったため王族が総督になる方が得策であり、オーストラリアのイギリス離れを封じ、オーストラリア守備の必要性から自説を曲げることとなった。元来、他の兄弟と比べて、容姿にコンプレックスを抱いてきたこともあり、内気で人前に出るのが苦手だったヘンリーは、オーストラリア国民に好かれなかったが、公爵夫人アリスは好印象を与え、夫のネガティブなイメージを和らげた。1945年にカーティンが亡くなり戦争が終結すると、1947年3月に任期を残して職を辞し、帰国した。
第二次世界大戦後も、兄王の名代として、1949年に南アフリカを訪問するなど、夫人とともに海外歴訪を含む公務を続け、1954年にはグレイ法曹院の大蔵卿に任ぜられた。だが、晩年は脳卒中に倒れ、1972年の長兄ウィンザー公の葬儀にも出席できず、同年8月28日には長男ウィリアムが飛行機事故で急逝するなど、不幸が相次いだ。
1974年6月10日に74歳で薨去。ジョージ5世の子供たちの中では最も後年まで生きた。グロスター公位は、次男のリチャード王子が継ぐこととなった。

## 雑記
1935年発行の100カナダドル紙幣に肖像が使用されている。

## 家族
1935年11月6日、第7代バクルー公及び第9代クイーンズベリー公ジョン・モンタギュー＝ダグラス＝スコットの娘アリス・モンタギュー＝ダグラス＝スコットと結婚。妻との間に2男をもうけた。
- ウィリアム（英語版）（1941年12月18日 - 1972年8月28日） - 飛行機事故で死去、生涯未婚[1]
- リチャード（1944年 - ） - 第2代グロスター公[1]

## 称号・栄典など

### 称号の変遷

グロスター公ヘンリーの紋章

- 1900年3月31日 – 1901年1月22日
ヘンリー・オブ・ヨーク王子殿下（His Highness Prince Henry of York）
- 1901年1月22日 – 1901年11月9日
ヘンリー・オブ・コーンウォール・アンド・ヨーク王子殿下（His Royal Highness Prince Henry of Cornwall and York）
- 1901年11月9日 – 1910年5月6日
ヘンリー・オブ・ウェールズ王子殿下（His Royal Highness Prince Henry of Wales）
- 1910年5月6日 – 1928年3月31日
ヘンリー王子殿下（His Royal Highness The Prince Henry）
- 1928年3月31日 – 1974年6月10日
グロスター公爵殿下（His Royal Highness The Duke of Gloucester）

### 勲章
- ガーター勲章（1921年）[1]
- シッスル勲章（1931年）[1]
- 聖パトリック勲章（1934年）[1]
- バス勲章
  - グレート・マスター（1942年）[1]
  - ナイト・グランド・クロス（1951年）
- 聖マイケル・聖ジョージ勲章
  - ナイト・グランド・クロス（1935年）[1]
- ロイヤル・ヴィクトリア勲章
  - ナイト・グランド・クロス（1922年）[1]
- ロイヤル・ヴィクトリア頸飾（1932年）[1]
- 聖ジョン勲章（英語版）
  - グランド・プライオア

外国勲章
- デンマーク：エレファント勲章 - （1924年）
- 大日本帝国：大勲位菊花章頸飾 - （1929年）[2][3][4]
- ノルウェー：聖オーラヴ勲章 -
- スウェーデン：熾天使勲章（英語版） - （1952年）
- イタリア：イタリア共和国功労勲章 - （1958年）
- 西ドイツ：ドイツ連邦共和国功労勲章 - （1958年）

### 名誉職
- 枢密顧問官（1925年）[1]
- 王立イニスキリング・フュージリア連隊（英語版） カーネル・イン・チーフ（1937年）[1]
- 近衛スコットランド連隊 連隊長（1937年）[1]
- 王立協会王族フェロー（1938年12月8日）[5]